# Stans (Tyrolsko)
Stans je obec v Rakousku ve spolkové zemi Tyrolsko v okrese Schwaz.
Žije zde 1 920 obyvatel (1. 1. 2011). První písemná zmínka o obci pochází z roku 827, místo však bylo osídleno již v prvním tisíciletí před naším letopočtem.

## Osobnosti spojené s obcí
- Josef Arnold starší (1788–1879), malíř